# Vías romeas

Trazado esquemático de algunas vías romeas descritas en crónicas medievales.
Leyenda:
990 Sigerico el Serio
1154 Nicolás de Munkaþverá
1191 Felipe Augusto
1236 Alberto de Stade
1253 Mateo de París
1350 Barthelemy Bonis

Se conoce como vías romeas a las rutas medievales que eran utilizadas habitualmente por los peregrinos (romeros) que se dirigían a Roma. Estas rutas eran principalmente itinerarios de larga distancia formados por la unión de diversos caminos regionales. Tenían en común que cruzaban los Alpes por alguno de sus pasos y posteriormente conectaban con la vía Francígena, bien a su inicio en Vercelli o en diversos puntos de su recorrido hasta la Ciudad de San Pedro. Por otro lado, a estos itinerarios se unían pequeñas rutas que permitían el acceso a ellos desde un amplio abanico de zonas europeas. La descripción de estos itinerarios que ha llegado a nosotros se debe a crónicas de viajes de ida o vuelta a Roma que realizaron diversos personajes, tanto religiosos como laicos. 
La peregrinación a Roma fue desde tiempos altomedievales y hasta el surgimiento de la reforma protestante, un elemento común de la cristiandad europea. Su popularidad varió con el tiempo en función de factores como la preferencia de los peregrinos por los otros dos grandes destinos —Jerusalén y Santiago de Compostela—, de la situación política de los territorios que atravesaban los caminos, de la actitud del papado y su promoción del peregrinaje, así como de la postura que las nuevas iglesias reformadas adoptaron ante el culto a los santos y las reliquias. 
El actual éxito en la recuperación de los Caminos de Santiago y su gran uso han llevado a que asociaciones y Administraciones recuperen alguno de estos itinerarios medievales mediante su señalización, la edición de mapas y guías, así como la adecuación de la infraestructura de alojamiento.
El principal camino —la citada vía Francígena— fue una ruta en el interior de la península itálica que desarrollaron los lombardos en el siglo VII con el fin de mejorar la comunicación entre sus territorios de la llanura padana y el área cercana a Roma. Este camino ha experimentado en los últimos años una notable puesta al día de su infraestructura, y su nombre actualmente designa un largo itinerario de unos 2000 km entre Canterbury y Roma, un itinerario que fue descrito en el año 990 por el arzobispo de la primera ciudad con motivo de su viaje a la ciudad papal para recibir el pallium de manos del papa.

## Las peregrinaciones medievales

### Surgimiento

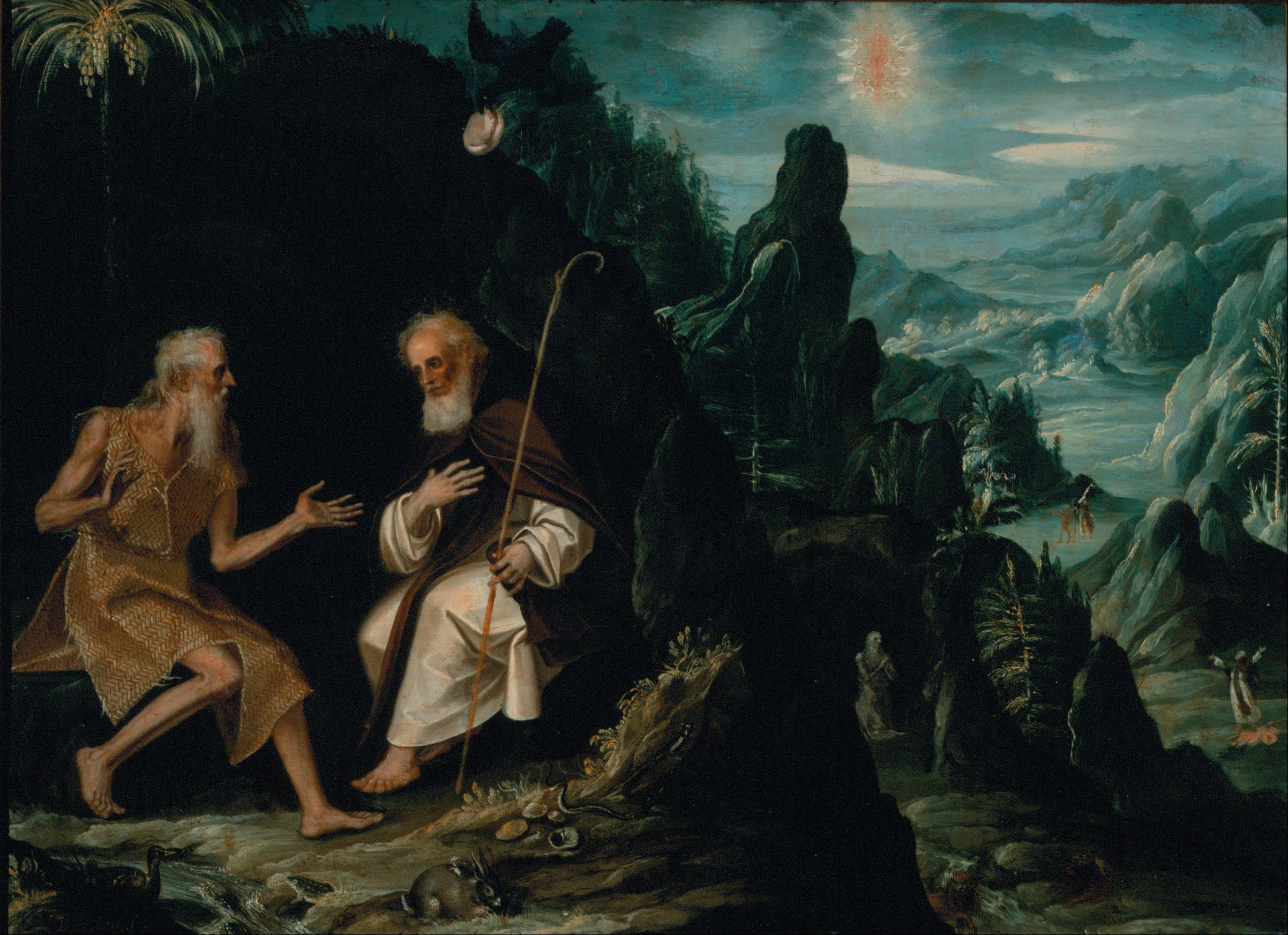
Los movimientos eremitas han sido considerados como las más antiguas manifestaciones del espíritu de la peregrinación.

El origen del vocablo «peregrino» viene de la contracción de las palabras latinas «per» —a través— y «ager» —tierra, campo—. De esta unión surgieron tanto el adjetivo «pereger» —viajero— como el adverbio «peregre» —en el extranjero—. De dicho adverbio derivaron posteriormente los sustantivos «peregrinus» —extranjero— y «peregrinatio» —viaje al exterior— que acabaron dando lugar a los actuales «peregrino» en español, «pèlerin» en francés, «pilgrim» en inglés o «Pilger» en alemán.
El peregrino era el viajero que caminaba lejos, en una especie de «exilio», cuyas más antiguas manifestaciones se han visto en los movimientos eremitas surgidos en los siglos III y IV y que se comparan con la retirada de Jesucristo al desierto previa al inicio de su vida pública. Ya en Plena Edad Media, la peregrinación se asoció al ideal de «pobreza» extendido entre la mentalidad cristiana y que simbolizaba la frase «Nudus nudum Christum sequere» (desnudo, seguir a Cristo desnudo), lo que se asimiló al abandono de todo para dirigirse a Tierra Santa y estar en los lugares donde Él estuvo. Con la aparición del concepto teológico de purgatorio, a este ideal se unió otro menos desinteresado debido a la difusión de las denominadas indulgencias, que inicialmente pretendían fomentar las cruzadas a Tierra Santa y que se fueron multiplicando hasta culminar en el año 1300 con la proclamación por Bonifacio VIII del primer jubileo romano, mediante el cual si un cristiano peregrinaba a Roma durante ese periodo, se beneficiaba de una «indulgencia plenaria».
El peregrino fue un elemento habitual en la sociedad de la Edad Media, tal y como eran los caballeros armados o los campesinos empobrecidos. Su figura ganó en importancia y popularidad con el tiempo y acabó recibiendo una especial protección por parte de las diferentes autoridades de la época. Gracias a esto, su número aumentó considerablemente con los años y atrajo también a un tipo de individuos con motivaciones y comportamiento alejados de lo que se esperaba de un peregrino, algo que causó su frecuente asociación con «vagos y maleantes» durante las décadas finales del Medievo.

### Motivos habituales de peregrinación
Los motivos que llevaban a las personas a dejar su casa y su vida normal, para emprender el arduo viaje que significaba una peregrinación, eran diversos:
- La fe era el motivo paradigmático que hacía que, para vivir mejor la religión, algunos cristianos lo abandonasen todo para marcharse a un largo viaje.[5]

- La promesa o «voto de peregrinación» era otro motivo que se concebía como una especie de contrato entre el cristiano y el Cielo o un santo en particular, mediante el cual, como agradecimiento a un suceso determinado —curación, nacimiento de hijos, retorno de algún ser querido, etc.— la persona peregrinaba a un sitio concreto, por lo general un santuario del santo invocado o un lugar destacado de la cristiandad.[4]

- Una variante de lo anterior era la peregrinación para acudir a un lugar específico con la esperanza de encontrar allí la curación de una enfermedad.[4] En estos casos se solía viajar acompañado de familiares y se caminaba hacia centros locales o regionales, no hacia los grandes centros de peregrinación que eran Jerusalén, Roma o Santiago de Compostela.[6]

- La penitencia también era otra causa por la que se emprendía —en estos casos, de manera obligada— una peregrinación.[6] En la Alta Edad Media, esta penitencia se utilizaba con personalidades destacadas para servir de ejemplo al resto de la población; posteriormente su aplicación se fue extendiendo a todas las capas sociales y llegó a emplearse para deshacerse de personas molestas u ociosas.[7]

- El culto a las reliquias estuvo detrás de un buen número de peregrinaciones —principalmente a Tierra Santa—, cuyo objetivo principal consistía en conseguir alguna reliquia, tal como restos de algún santo, mártir o trozos de la verdadera cruz.[8]

- Factores políticos fomentaron igualmente la peregrinación a lugares específicos en los que se promocionaba a determinados santos como patronos nacionales: Santiago el Mayor en España, san Denis en Francia, san Miguel en Italia e Inglaterra o los Reyes Magos en el Sacro Imperio Romano Germánico.[8]

- La curiosidad y el afán de aventura fueron asimismo un motivo extendido por el cual se emprendían peregrinaciones, que se aprovechaban para visitar lugares desconocidos, conocer a gente extraña, probar fortuna o meramente alejarse del lugar de residencia.[8]

- También existió un tipo profesional de peregrino, los denominados «peregrinos por procuración», quienes emprendían el viaje a cambio de un salario y por cuenta de otra persona que era quien había hecho el voto personal.[9] Este tipo de servicio fue utilizado principalmente por las capas medias y altas de la población, quienes —además de poder pagarlo— lo usaron para evitar alejarse de sus obligaciones o negocios.[9]

## Los viajes de peregrinación
Los viajes se realizaban siguiendo unas rutas que se habían ido consolidando con la costumbre y que convergían para atravesar algunos puntos específicos como pasos de montaña, puentes sobre ríos, etc. A pesar de que se suponía que la peregrinación debía hacerse a pie, era frecuente el uso de cabalgaduras durante el trayecto, a excepción de los viajeros con menos recursos.

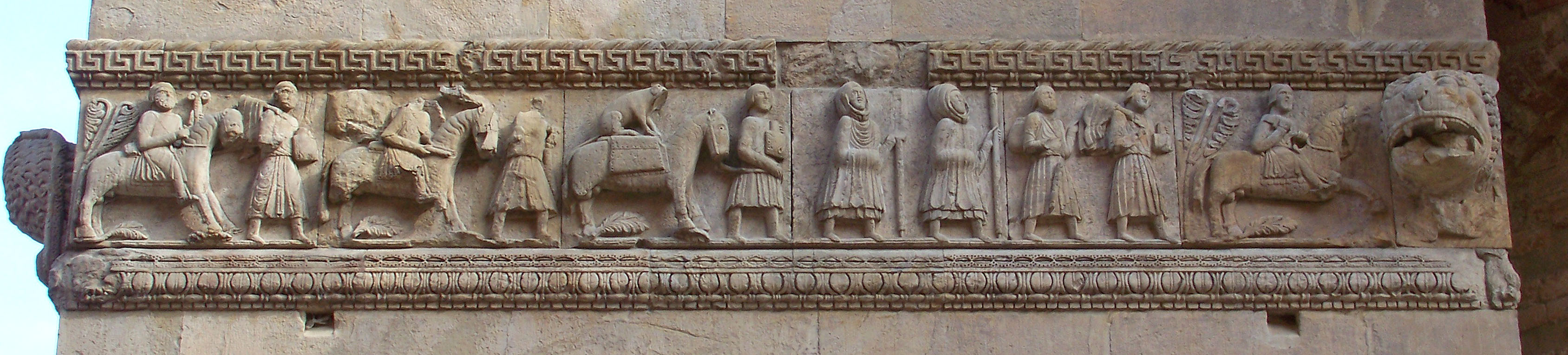
Bajorrelieve en la catedral de Fidenza representando a los peregrinos camino de Roma.

Las diferentes autoridades medievales fueron configurando una protección jurídica especial para los peregrinos mediante una serie de normas que facilitaran su viaje y que serían las primeras manifestaciones del derecho internacional: protección de sus bienes y de su familia mientras estuvieran fuera de su lugar de residencia; paso libre por los reinos cristianos con exención de peajes y tasas similares, así como la obligación de auxilio por los señores rurales. Para evitar que otro tipo de individuos pudiesen aprovecharse de la protección que se le ofrecía a los peregrinos, fue común el portar «cartas de recomendación» obtenidas antes de partir y que acreditaban esa condición.
Con todo, el viaje de peregrinación suponía asumir un serio riesgo debido a los peligros a los que se podía enfrentar el viajero: no solo desastres naturales, enfermedades y guerras, sino también ladrones y asesinos atraídos por el posible dinero que portase el peregrino para sufragar los gastos de su viaje. En las rutas hacia Roma eran particularmente temidos los pasos alpinos por el riesgo de avalanchas, deslizamientos de tierra o torrentes de agua. No en vano, junto a los caminos de estos pasos se construyeron pequeñas capillas donde se enterrababan los cadáveres de los viajeros que fallecían. Para facilitar el cruce de las montañas, surgieron expertos locales que actuaban de guías durante la travesía, mientras que para defenderse de los ataques de bandidos, era común viajar en grupo con otros viajeros a quienes se había conocido previamente en algún alojamiento. Las autoridades en Italia intentaron mejorar la protección de los viajeros frente a los bandidos obligando a los municipios a responsabilizarse de los asaltos e imponiendo severos castigos —incluso la pena capital en la ciudad de Siena— a los asaltantes.

Albergue en el puerto alpino del Gran San Bernardo. Fue creado alrededor de 1050 y ha continuado abierto hasta la actualidad.

El alojamiento fue procurado inicialmente por monasterios que tenían en sus reglas la hospitalidad para los peregrinos. A partir del siglo XI, el auge de estos viajes hizo que surgieran además otros dos tipos de establecimientos:
- Hospitales [a], donde se ofrecía cena y cobijo para una noche[9] y cuyo número aumentó considerablemente durante los siglos XII y XIII a lo largo de las rutas que conducían a Roma.[16] La creación de estas instituciones surgió a iniciativa de individuos particulares, de órdenes religiosas o de la Orden del Hospital.[16] Entre estos hospitales, hubo varios que quedaron reseñados por las crónicas más antiguas, como el situado en el paso del Gran San Bernardo; el Hospital de Eric cerca Piacenza o el situado entre Lucca y Siena que había sido construido a instancia de la condesa de Toscana.[17]

- Posadas enfocadas al peregrino con más recursos económicos que, además de alojamiento y cena, proporcionaban otros servicios, como suministro de medicinas o lavandería.[17]

Los grandes destinos de peregrinación también contaban con infraestructura para alojar a los que llegaban: en Jerusalén existía un Hospital General y en Roma se encontraban diversas Scholae que acogían a los peregrinos según su nacionalidad.

## Significado de la peregrinación a Roma
Peregrinar a Tierra Santa representaba poder estar en los mismos lugares donde estuvo Jesús de Nazaret. En cambio, Roma era la ciudad donde se encontraba (hasta el descubrimiento de la tumba de Santiago el Mayor) la única sepultura conocida en Occidente de uno de los doce apóstoles: Simón Pedro, además de la del apóstol de los gentiles, Pablo de Tarso. Para las personas que viajaban allí, era posible estar junto a sus sarcófagos y de los de multitud de otros santos y mártires enterrados en la ciudad. A pesar de que algunos peregrinos viajaban con la esperanza de curación de alguna enfermedad, la creencia en san Pedro como guardián de las puertas del Cielo y en su poder para perdonar los pecados, hacía que a la mayoría de ellos les moviese el objetivo de encontrar la absolución y facilitar su acceso al Cielo.
La remisión de grandes pecados por el Santo Padre fue igualmente otro motivo que hacía emprender la peregrinación a Roma, algo retratado por Richard Wagner en su obra Tannhäuser, en la que su protagonista, Heinrich Tannhäuser, hace este viaje para que el Papa perdone su estancia en la Venusberg (montaña de Venus).
Este factor de absolución alcanzaba su máxima expresión en los años jubilares, durante los que se abren las Puertas Santas de las cuatro basílicas mayores de Roma y en los que se producía una afluencia masiva de peregrinos a la ciudad con el fin de obtener el don de la indulgencia. Estos años jubilares se han celebrado desde 1300 de manera regular y en ocasiones extraordinaria, carácter éste que ha tenido el último de ellos denominado «Jubileo de la Misericordia» (entre el 8 de diciembre de 2015 y el 20 de noviembre de 2016).
El levantamiento de una excomunión obligó también a personajes de toda condición a emprender el camino hacia la Ciudad de San Pedro. Una de las peregrinaciones más notables —en este caso movida más por factores políticos— fue la del emperador Enrique IV que la realizó en 1077, aunque no tuvo que llegar a Roma porque el papa se desplazó a Canossa para recibirle.

## Evolución de la peregrinación a Roma a lo largo de la historia

### Antigüedad y Baja Edad Media

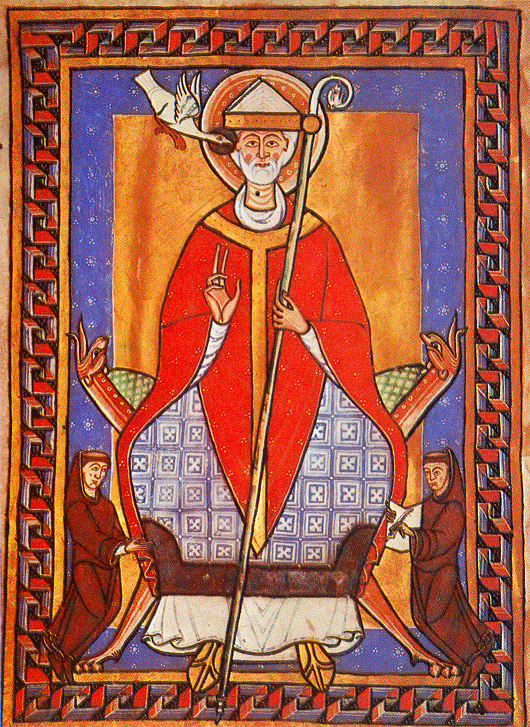
Gregorio I. Acometió reformas en los principales santuarios de Roma para facilitar la visita de los peregrinos.

Se estima que las primeras peregrinaciones a Roma comenzaron a realizarse a finales del siglo II, ya que se tienen referencias de las que hicieron Abercio, obispo de Frigia, y Orígenes, uno de los padres de la Iglesia oriental. Su popularidad como destino aumentó de manera notable desde finales del siglo IV al desarrollarse el culto a los santos, por el cual se estimaba que estos, además de estar en el Cielo, estaban presentes en su tumba obrando milagros y manteniendo una capacidad intercesora ante Dios.
Las reformas emprendidas por Gregorio Magno a finales del siglo VI en los santuarios de San Pedro y San Pablo tuvieron como objetivo facilitar el acceso a sus tumbas a una multitud creciente de peregrinos que aumentó a partir del siglo VII debido a la pérdida de Tierra Santa por los reinos cristianos.
Buena parte de los que hacían la peregrinación a Roma durante los siglos VIII y IX fueron individuos de pueblos recientemente convertidos al cristianismo: anglos, frisones, francos y lombardos. Posteriormente, en el siglo XII, se daría una notable presencia de islandeses, quienes habían abrazado esta religión durante el siglo anterior.

### Plena Edad Media

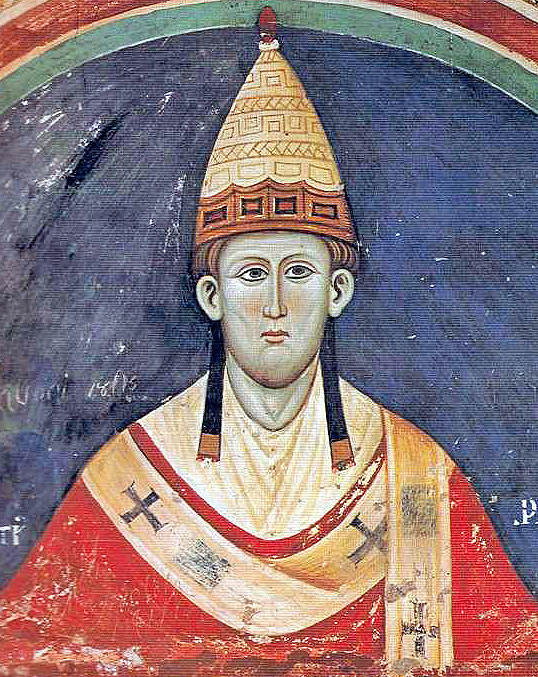
Inocencio III. Durante su papado emprendió varias acciones para fomentar la peregrinación a Roma.

Durante el siglo XII se produjo una caída importante en el número de peregrinos que viajaban a Roma por varias causas, como la conquista de Jerusalén por los cristianos —lo que provocó un aumento considerable de las peregrinaciones a Tierra Santa en detrimento de las que tenían como destino Roma— o la mala actitud del papado durante esa centuria —que contribuyó a la disminución del interés por viajar a la sede apostólica—. La creciente promoción de Compostela como nuevo destino de peregrinación y su popularidad consiguiente durante el siglo XII también afectó al número de viajeros que se dirigían a la Ciudad de San Pedro. A estos factores se unió el incremento de la peligrosidad del viaje durante las últimas décadas del siglo XII y las primeras del XIII debido la inestabilidad que causaron varios conflictos bélicos en Francia e Italia.

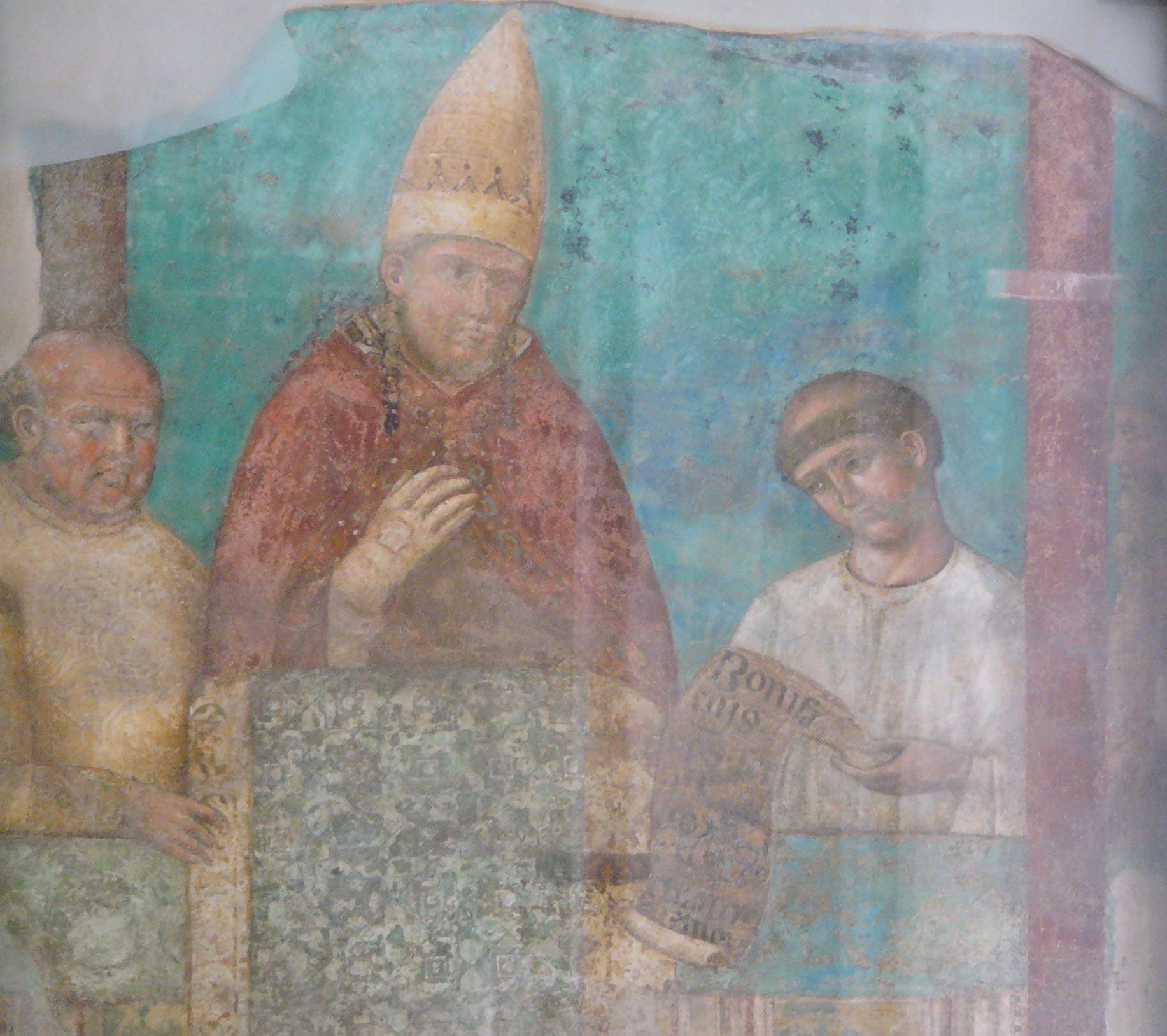
Bonifacio VIII instauró en 1300 la figura del año jubilar romano, durante el que los peregrinos podían ganar la indulgencia plenaria. (Fresco medieval que representa la promulgación del primer año Santo. El fresco proviene del antiguo palacio de Letrán, y se encuentra ahora en la Archibasílica de San Juan de Letrán. Fue pintado por Giotto di Bondone entre los años 1298 y 1300.)

El cambio en la tendencia negativa de la peregrinación a Roma lo marcó el papado de Inocencio III (1198-1216), quien recuperó varias ciudades para el dominio de la Iglesia y aumentó la seguridad de los viajeros en los Estados Pontificios. Este pontífice creó asimismo una insignia específica para los peregrinos, donde quedaba reflejado que habían realizado el viaje. En esta acreditación aparecía san Pedro portando una llave y san Pablo sosteniendo una espada junto a la mención: «Signa Apostolorum Petri et Pauli». Otra actuación destacada de Inocencio fue la celebración en Roma de un concilio ecuménico durante 1215 —el IV Concilio de Letrán— que fue el primero realmente universal desde el concilio de Calcedonia en el 451. Para esta ocasión, se realizaron varias reformas para mejorar la basílica de San Pedro y reforzar así, ante los líderes de la Iglesia que acudieron a la reunión, la vinculación de Roma con este apóstol.
En este contexto de promoción de Roma como destino, en el siglo XIII se incrementaron las indulgencias que podían ser ganadas si se peregrinaba a la ciudad, lo que culminó con la «indulgencia plenaria» establecida por Bonifacio VIII para el Jubileo del año 1300, durante el que se produjo una gran afluencia de peregrinos.
Otro factor importante que ayudó a aumentar el interés por peregrinar a Roma fue la pérdida de Tierra Santa por los cristianos en los años centrales de ese siglo. Bonifacio VIII calificó a la ciudad como «una nueva Jerusalén» que no solo estaba vinculada a san Pedro y san Pablo, sino al mismo Jesucristo.

### Baja Edad Media y Edad Moderna

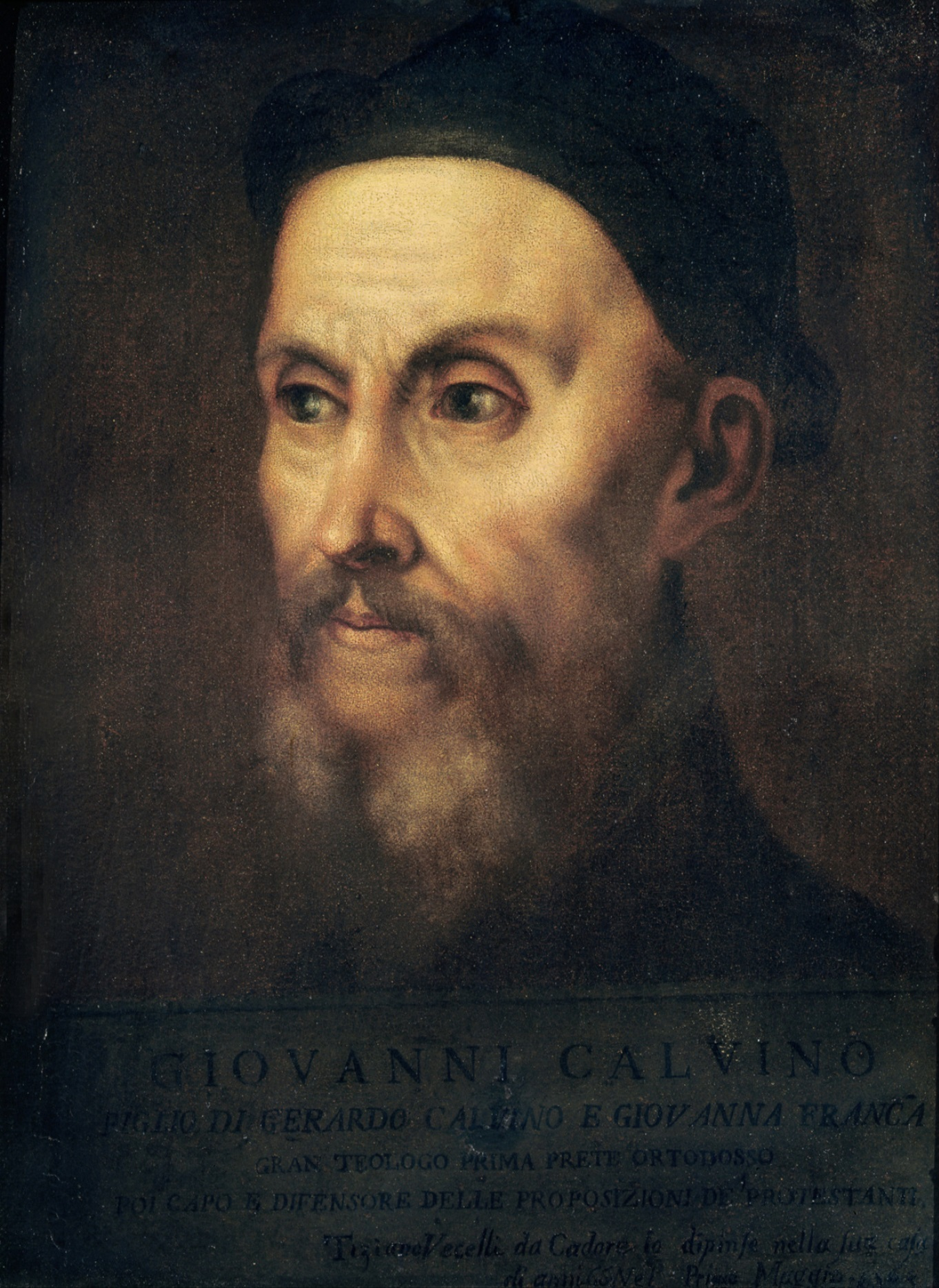
Juan Calvino. La teología protestante se posicionó en contra de las peregrinaciones.

En el siglo XIV se empezaron a levantar voces críticas contra las peregrinaciones. Por un lado, se argüía que el favorable estatus legal de los peregrinos atraía a individuos cuyas motivaciones estaban muy alejadas de lo que se esperaba de esta figura. Por otro, teólogos como el inglés John Wycliff (1329-1384), comenzaron a objetar la hipocresía que envolvía a las indulgencias, la idolatría que denotaba el culto a las reliquias, así como el dinero que suponía hacer estos viajes y que podía ser usado más piadosamente si se entregaba a los pobres.
Durante el siglo XV, Martín Lutero (1483-1546) se posicionó contra las indulgencias y el énfasis en las buenas obras que suponían las peregrinaciones y que estaban en contraposición con la justificación por la fe. El holandés Erasmo de Róterdam (1466-1536) las señaló como una superstición que impedía el verdadero desarrollo de la fe a la vez que incrementaba el poder de unas corruptas órdenes religiosas.Juan Calvino (1509-1564), por su parte, las calificó como un vano intento de ganar la salvación meramente mediante las obras.
Debido a la teología de la Europa protestante, las peregrinaciones a Roma continuaron en la parte católica del continente impulsadas por la Iglesia de la Contrarreforma durante el siglo XVII y se convirtieron en una de sus señas de identidad. Roma siguió atrayendo a peregrinos durante este siglo y el siguiente XVIII, pero en bastante menor medida que lo había hecho durante el Medievo.

### Edad Contemporánea

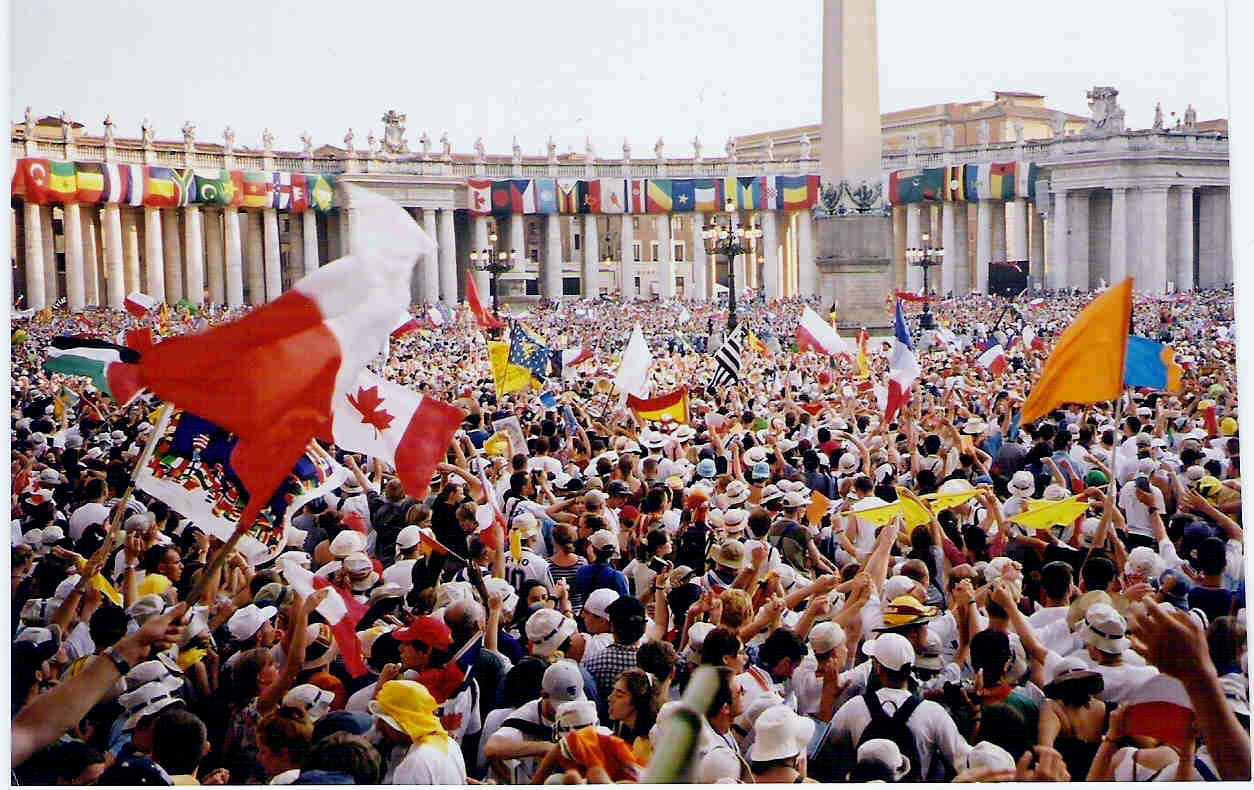
Peregrinos en la plaza de San Pedro durante el Jubileo de 2000.

La Revolución francesa se opuso firmemente al culto de las reliquias y objetos sagrados mientras continuaban las críticas por parte de intelectuales; Voltaire calificó a las peregrinaciones como «manifestaciones de superstición, estupidez y desvergüenza». En ese siglo XVIII y el siguiente XIX, la Ilustración y los avances científicos dieron una base para comprender la naturaleza del universo a la vez que los modernos Estados asumían el papel que había ejercido la Iglesia en educación y moral. La peregrinación siguió siendo, con todo, un fenómeno popular en el que los clásicos y nuevos destinos conservaron un halo de poder extraordinario que desafiaba las explicaciones seculares. El siglo XIX conoció un resurgir de las peregrinaciones que se ha mantenido hasta la actualidad, estimándose que alrededor de 50 millones de cristianos viajan cada año para visitar algún santuario. Durante el Jubileo celebrado en 2000, Roma experimentó la llegada de unos veinticinco millones de peregrinos (obviamente, la inmensa mayoría utilizando los modernos sistemas de transporte: carretera, tren y avión), cifra que se considera como la mayor en su historia.

## Crónicas de las vías romeas medievales
Varias crónicas medievales nos han dejado constancia de algunas vías romeas utilizadas en esa época. Una de las más antiguas, y que cuenta con un buen detalle, es la del obispo Sigerico el Serio —escrita alrededor del 990—, quien describió su camino de vuelta desde Roma hasta Canterbury. También se conservan relatos de viajes de otras personalidades: del islandés Nicolás de Munkaþverá en 1150; del castellano Benjamín de Tudela, en 1160; del rey francés Felipe Augusto en 1191; de Wolfger von Erla, obispo de Passau, en 1204; de Emo, abad del monasterio de Wierum, en 1211; de Alberto, abad de la abadía de Stade en 1236; de Odo Rigaud, obispo de Ruan en 1253; del inglés Mateo de París, en 1255; de Gilles Le Muisit, abad del monasterio de San Martín de Tournai en 1300; o la del mercader francés Barthélemy Bonis, en 1350.

### San Wilibaldo (722)

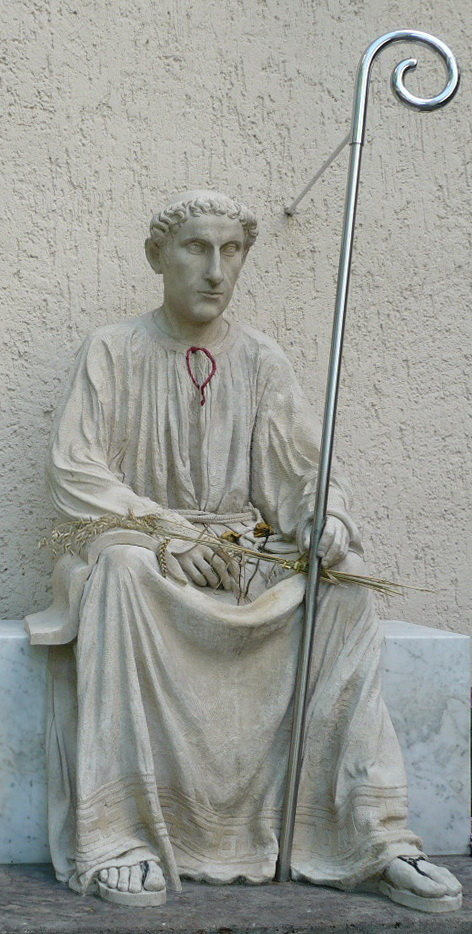
Estatua de San Willibaldo en una iglesia de Múnich.

San Willibaldo fue un monje benedictino, misionero y obispo, nacido en Wessex. Era hijo del también santo Ricardo el Peregrino, así como hermano de san Winebaldo y de santa Walburga. Además era sobrino de san Bonifacio, apóstol de los germanos. Alrededor del 722, Wilibaldo emprendió un viaje de peregrinación junto a su padre y su hermano que le llevó a Roma, Jerusalén y Constantinopla para volver otra vez a Roma y dirigirse posteriormente a Eichstätt, de cuya diócesis fue obispo. Una crónica de sus viajes fue escrita por la religiosa Hugeburc de Heidenheim en un libro conocido como Hodoeporicon o Vida de San Willibaldo, donde se citan algunos puntos por los que pasaron los peregrinos.
El relato de su viaje dice que partieron durante el verano desde el puerto inglés de Hanwih (junto a la actual Southampton). Tras cruzar el Canal de la Mancha, remontaron el río Sena hasta llegar a la ciudad de Ruan, donde desembarcaron y permanecieron varios días. Continuaron su ruta atravesando Francia, una etapa en la que visitaron aquellos santuarios que quedaban junto a su camino. Una vez en la península itálica alcanzaron la ciudad de Dertonicum (la actual Tortona), que era un importante cruce de vías romanas. Prosiguieron su itinerario y cruzaron los Apeninos hasta llegar a la ciudad de Lucca, donde el rey Ricardo falleció de enfermedad. Tras enterrar a su padre en la basílica de San Frediano, los dos hermanos reanudaron el camino final hasta Roma, ahora junto con un grupo de viajeros para procurarse alguna protección frente a la inestabilidad imperante en la zona.

### Sigerico el Serio (990)

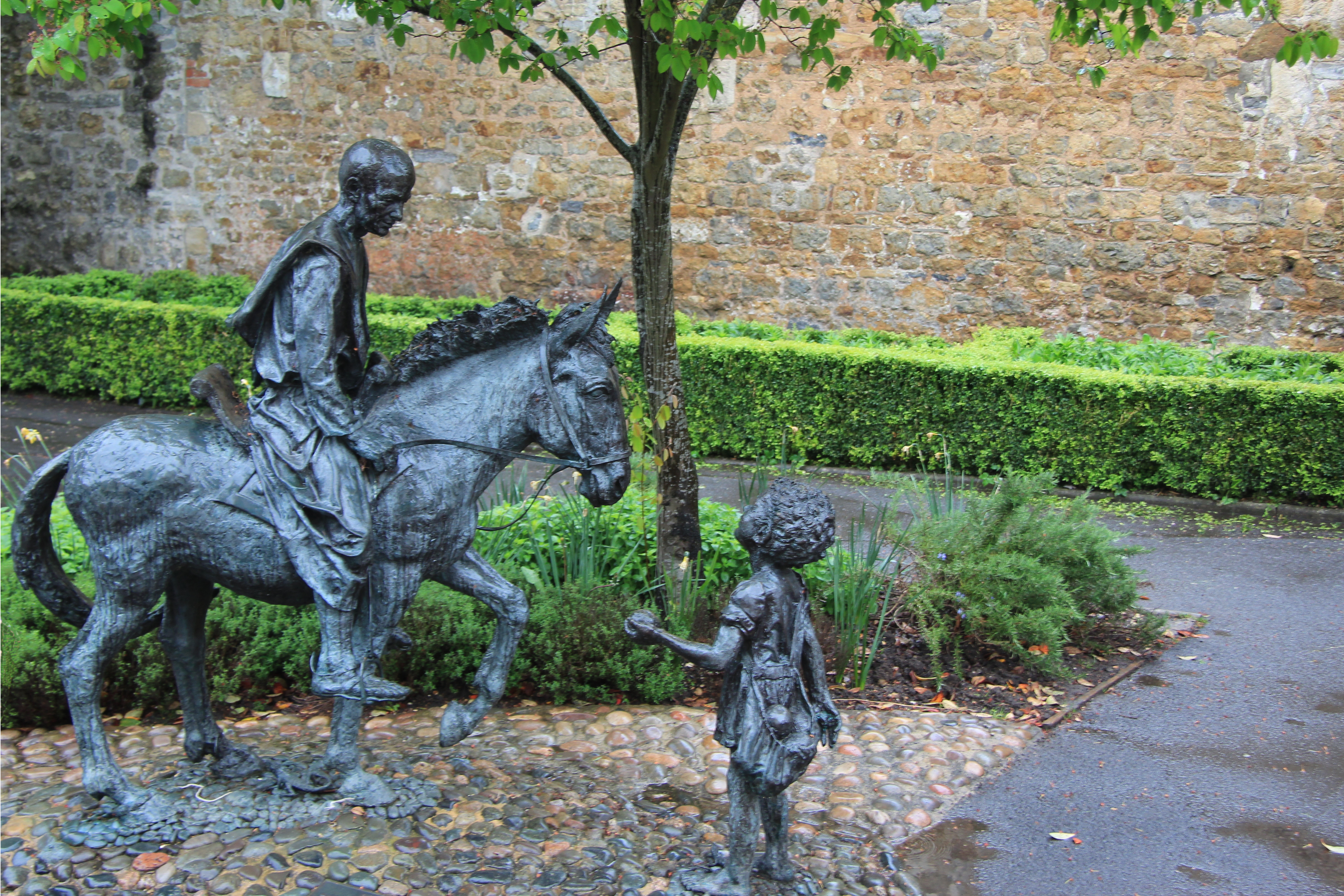
Sigerico el Serio.

Sigerico el Serio era un monje de Glastonbury que había sido consagrado como obispo de Ramsbury en 985 y que posteriormente, en 990, se convertiría en arzobispo de Canterbury. Tras su nombramiento como arzobispo realizó una peregrinación a Roma para recibir el palio de manos del papa Juan XV. De su estancia en la Ciudad Papal reseñó las iglesias que visitó y durante el viaje de vuelta hizo que se escribiera una relación de las «estaciones» donde se detuvo en su camino de regreso, probablemente para pernoctar. Esta crónica es conocida como el «Itinerario de Sigerico».
La ruta que se deduce al unir los lugares donde se detuvo es la más directa entre Inglaterra y Roma, lo que hace pensar que sería la más popular entre los anglosajones que hacían el trayecto. Aparte de las ciudades principales (Siena, Lucca, Pavía, Lausana, Besanzón, Reims o Arrás), los lugares de parada serían elegidos por el arzobispo probablemente por varios motivos: el asentamiento de instituciones religiosas en las que encontrar alojamiento y asistencia; la existencia de reliquias dignas de veneración; la localización de hospitales renombrados, así como de puntos específicos para afrontar difíciles accidentes naturales, como pasos de montaña o cruces de ríos.
En su vuelta a Inglaterra, el arzobispo siguió la Vía Francígena hasta Vercelli y continuó en dirección norte para cruzar los Alpes por el paso del Gran San Bernardo. Es de señalar que en esa época todavía no existía el albergue situado en dicho paso de montaña (que entonces se conocía como Mons Iovis), por lo que Sigerico hizo el trayecto sin detenerse en él y caminó durante la misma jornada entre Saint-Rhémy-en-Bosses y Bourg-Saint-Pierre, donde se situaba el albergue. Prosiguió su ruta a través de los reinos borgoñón y franco hasta alcanzar la costa del Canal de la Mancha junto a la actual Wissant, desde donde partían los barcos hacia Inglaterra.

### Nicolás de Munkaþverá (1154)

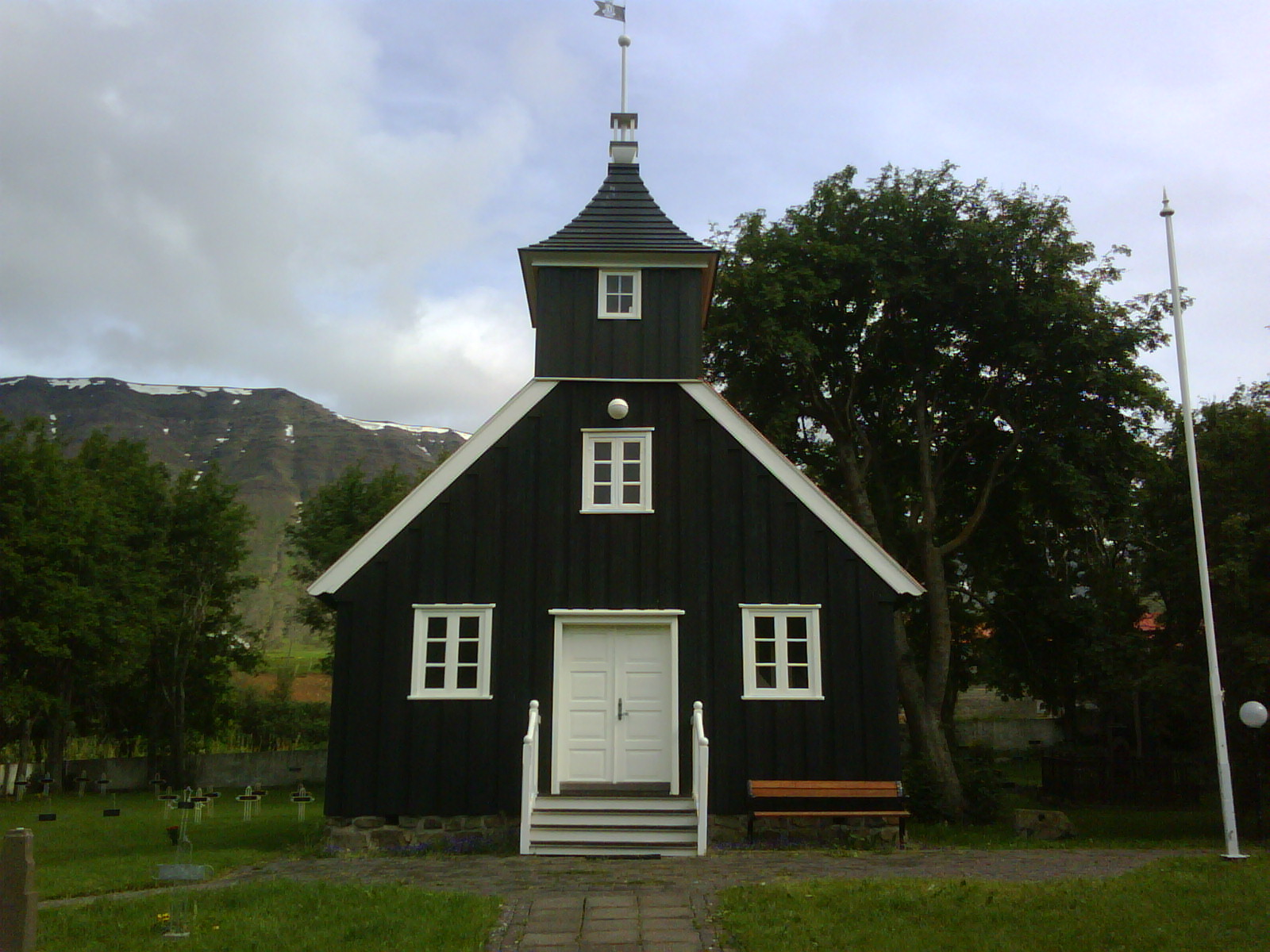
Iglesia de Munkaþverá.

Nicolás de Munkaþverá fue un abad islandés que emprendió un peregrinaje a Roma y Tierra Santa y recogió en una crónica llamada Leiðarvísir og borgarskipan su viaje de vuelta al estilo de una «guía para peregrinos», que indicaba no solo las localidades importantes durante el trayecto, sino que también incorporaba una amplia información con distancias, tiempos de recorrido, hospitales e incluso comentarios sobre costumbres locales.
El abad viajó en barco desde Islandia a Noruega y desde allí pasó al puerto danés de Aalborg. Partiendo de esta ciudad recorrió la península de Jutlandia hasta Heide, para continuar y llegar a Stade tras cruzar el río Elba. Su itinerario siguió a través de Verden, Nienburg, Minden y Paderborn hasta llegar a Maguncia. Desde esta ciudad, continuó su ruta a través del valle del Rin alcanzando Estrasburgo y continuando por Basilea, Soleura y Vevey, para llegar al lago Lemán. Al igual que Sigerico, atravesó los Alpes por el paso del Gran San Bernardo, y su camino desde ese punto hasta Roma prácticamente coincide con el que había realizado el arzobispo de Canterbury 150 años antes. Dentro del recorrido por la península itálica, Nicolás reseñó un hospital fundado por el rey danés Erico I denominado Hospital de Eric. Situado junto a Borgo San Donnino (la actual Fidenza), había sido creado para los peregrinos del norte de Europa y de él se decía que estos podían «beber vino gratis y hasta que quedasen saciados».

### Felipe Augusto (1191)

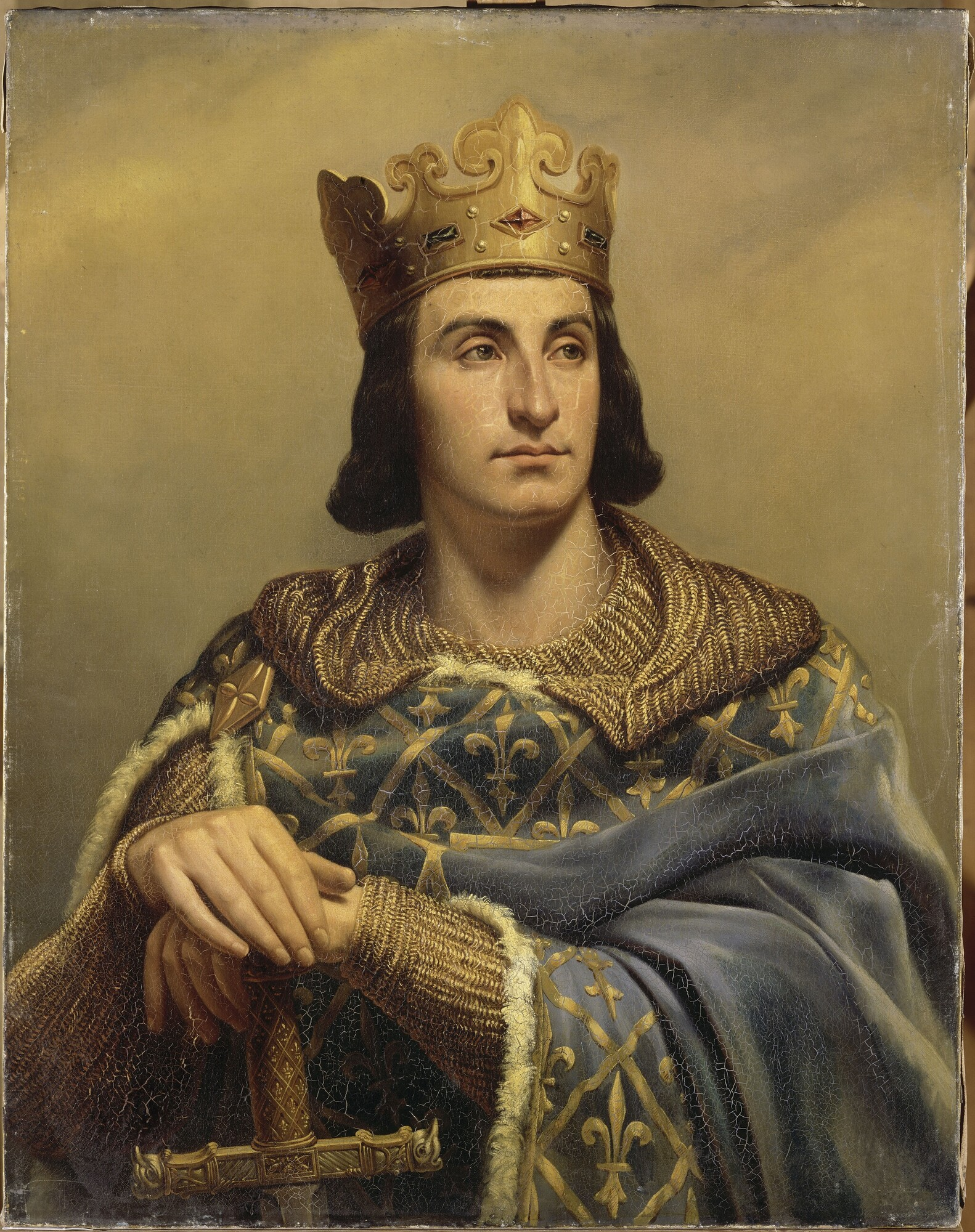
Felipe Augusto.

El rey francés Felipe Augusto, junto a Ricardo I de Inglaterra, participó en la tercera Cruzada en 1191 que dejó para volver a Francia al fallecer el conde de Flandes y abrirse la disputa por la sucesión flamenca. En su camino de vuelta se detuvo en Roma con el objetivo de obtener la aquiescencia del Papa para atacar a Ricardo I y recuperar los territorios de Francia en manos inglesas. Su viaje de retorno a Francia desde Roma quedó reflejado en una crónica que, no solo enumeraba las etapas de su viaje, sino que también incluía una detallada información de los territorios por donde pasó con indicaciones geopolíticas e institucionales.
El monarca francés partió de Roma y recorrió la vía francígena en dirección norte. Atravesó poblaciones como Bolsena, Radicofani y Siena. Continuó el itinerario y cruzó los Apeninos por el paso del monte Bardone, donde indicó que «deficit Tuscana et incipit Italia». Descendió hasta Fidenza y prosiguió por la vía Emilia hasta Piacenza para cruzar posteriormente el río Po. Después de atravesar el río, continuó por Mortara y Vercelli, tras lo cual se dirigió hacia el este para cruzar los Alpes por el paso de Moncenisio.

### Alberto de Stade (1236)
Alberto de Stade fue un monje alemán, abad del monasterio benedictino de St. Marien en Stade, que durante 1236 realizó un viaje a Roma con el fin de buscar —sin éxito— el apoyo papal para que su abadía adoptase la regla cisterciense. 
En 1250 comenzó a escribir su obra «Annales Stadenses» en la que describió varias rutas entre su ciudad y Roma. El viaje de ida indicado por Alberto hace un largo desvío por Francia que se estima motivado por su deseo de visitar varios monasterios cistercienses. El itinerario de regreso sí es más directo, aunque se describen diversos desvíos a lo largo de la ruta. Su camino comenzaba en Roma hacia el norte siguiendo la vía Francígena y abandonándola antes de llegar al paso de la Cisa para cruzar los Apeninos más al sur. Tras pasar la cordillera se dirigía a Rávena y posteriormente atravesaba los Alpes por el paso del Brennero hasta alcanzar Innsbruck para cruzar el río Eno. Seguía hacia el norte y después de Augsburgo franqueaba el Danubio en Donauwörth; continuaba por la cuenca del Weser hasta llegar finalmente a Stade, situada en la desembocadura del Elba. Esta ruta de vuelta seguida por Alberto está siendo objeto en estos años de actualización y puesta en uso como camino de peregrinación bajo el nombre de Via Romea Germanica.

### Mateo de París (1253)

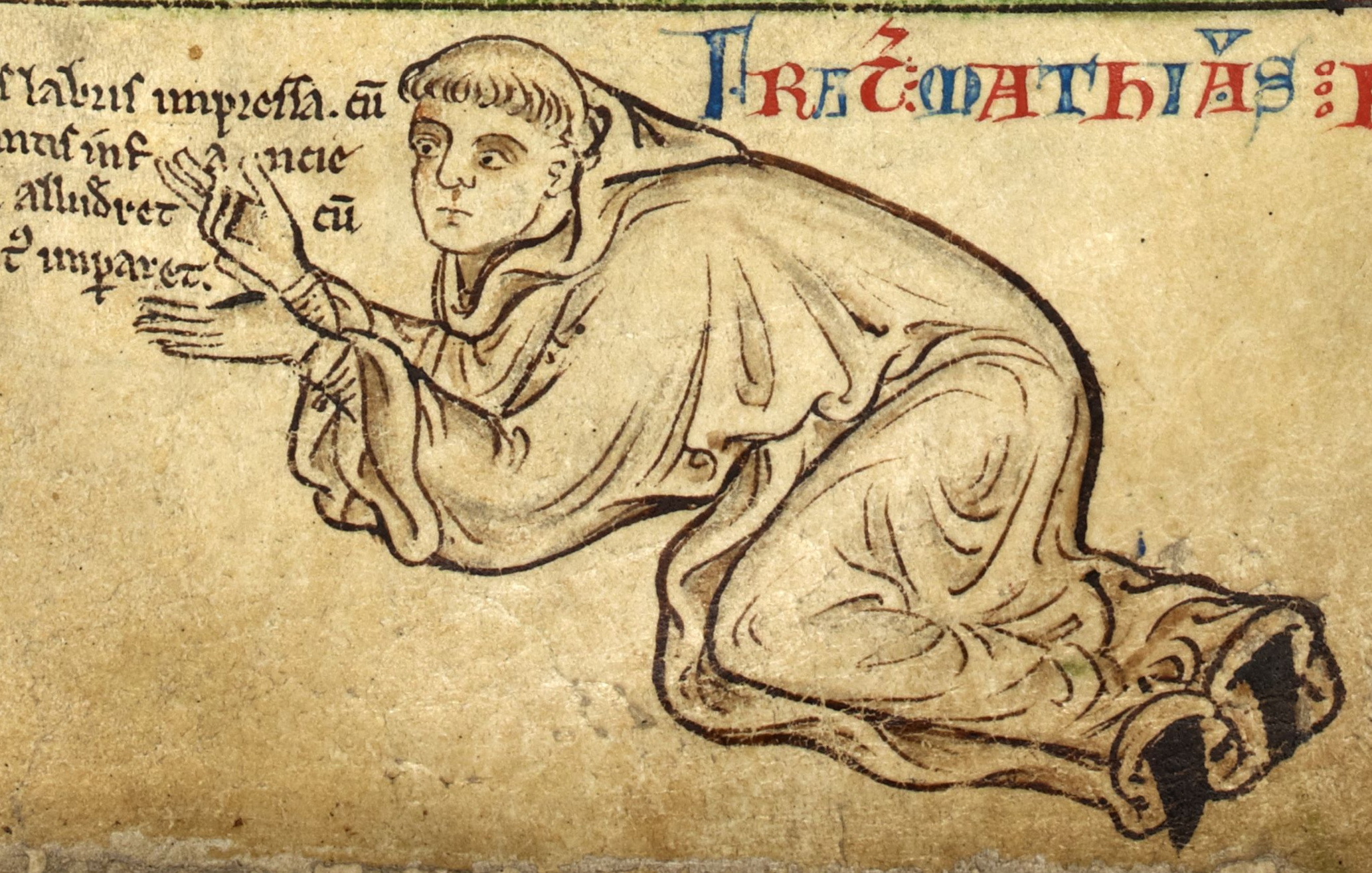
Mateo de París.

El monje benedictino Mateo de París fue un historiador inglés del siglo XIII que también realizó una peregrinación a Roma y Jerusalén. En su obra «Historia Anglorum» incluyó un mapa con el trayecto que siguió, donde, además de indicar las poblaciones principales por las que pasó, consignó varias rutas alternativas. Mateo inició su viaje en Londres para llegar a Dover y cruzar el Canal de La Mancha, desembarcando cerca de la actual Wissant. Desde esta población siguió una ruta que cruzaba localidades como Beauvais, París y Troyes para llegar a Beaune y continuar hasta Lyon, lugar que era un importante cruce de caminos. Prosiguió su ruta hacia Roma y reseñó el recorrido por poblaciones como Chamery, Montmélian y Saint-Michel-de-Maurienne; el cruce de los Alpes lo hizo a través del paso del Moncenisio.
Ya en la península itálica, pasó por Turín y se dirigió hasta Vercelli, para proseguir por las poblaciones de Mortara, Pavía y Piacenza, donde continuó por la vía Emilia hasta Borgo San Donnino —la actual Fidenza—. Mateo reseñó que desde esta ciudad podían seguirse dos rutas hasta Roma: una de ellas continuaba por la vía Emilia hasta Forlí, para iniciar allí el cruce de los Apeninos y acabar llegando a Roma por la vía Salaria. La otra continuaba por la vía Francígena atravesando el paso de la Cisa y las diferentes ciudades de esta ruta —Lucca, Altopascio, Siena, Bolsena, Viterbo, etc.— hasta alcanzar la Ciudad de San Pedro.

### Barthélemy Bonis (1350)
El comerciante francés Barthélemy Bonis realizó un viaje de peregrinación a Roma durante el jubileo de 1350 para agradecer que había conseguido sobrevivir a la peste de 1348. Barthélemy dejó una descripción de su viaje entre sus libros de cuentas que se conserva y donde indicó además las localidades en las que era posible pernoctar y en la que se podía parar a comer.
Comenzó su camino a caballo partiendo de la, entonces, sede pontificia de Aviñón, algo que parece haber sido común entre los peregrinos franceses de la época. Desde esta ciudad se dirigió a través de Carpentras y Briançon hasta los Alpes que cruzó usando el paso de Monginevro. Ya en la vertiente italiana alcanzó Sant'Ambrogio di Torino y cruzó el río Po en Moncalieri (junto a Turín). Continuó por Asti, Alessandria, Tortona y Voghera hasta alcanzar Piacenza, desde donde usó el camino de la vía Francígena para llegar a Roma, si bien, en lugar de pasar por Lucca, prefirió desviarse para visitar Pisa y volver a continuación a seguir la ruta tradicional.